# Cantone di Magnac-Laval
Il Cantone di Magnac-Laval era una divisione amministrativa dell'arrondissement di Bellac.
A seguito della riforma approvata con decreto del 20 febbraio 2014, che ha avuto attuazione dopo le elezioni dipartimentali del 2015, è stato soppresso.

## Composizione
Comprendeva i comuni di:
- Dompierre-les-Églises
- Droux
- Magnac-Laval
- Saint-Hilaire-la-Treille
- Saint-Léger-Magnazeix
- Villefavard